# Hiptage candicans
Hiptage candicans là một loài thực vật có hoa trong họ Malpighiaceae. Loài này được Hook. f. mô tả khoa học đầu tiên năm 1874.